# Szeleta-kultúra

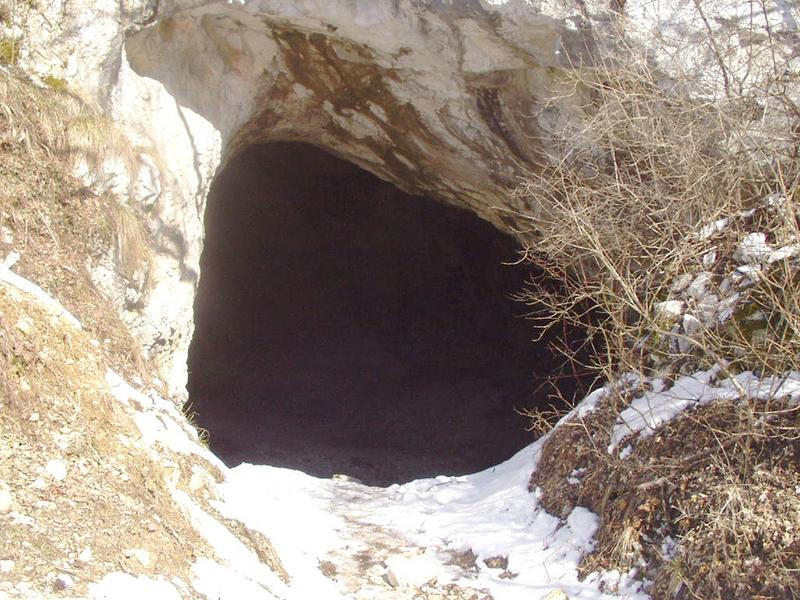
A Szeleta-barlang bejárata, Bükk-vidék

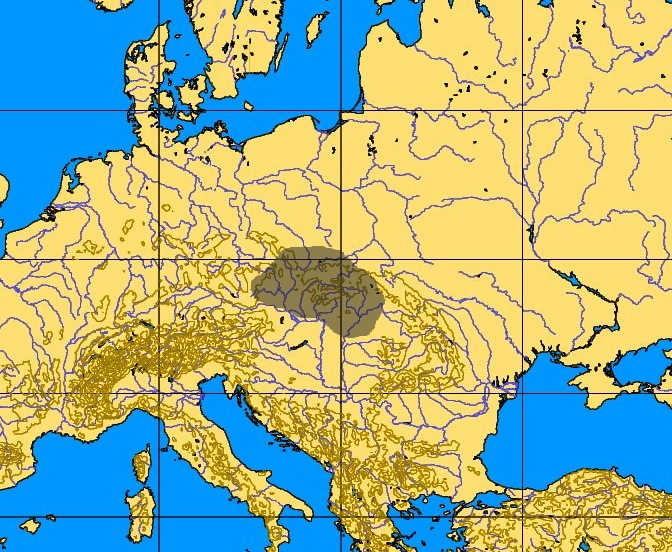
A Szeleta-kultúra területe

A Szeleta-kultúra a korai felső-paleolitikum levéleszközös kultúrája Közép-Európában, amely kb. 45 ezer évvel ezelőtt jelent meg, s egyes feltételezések szerint a kultúra fennállásának végén (kb. 22 ezer évvel ezelőtt) kortársa lehetett a gravetti kultúrának. Így az aurignaci kultúrával is együtt élt egy ideig.
A tízkötetes Magyarország története első kötetének 2. fejezetében Gábori Miklós az egyetlen, a nemzetközi őstörténet által magyarországi lelőhelyről elnevezett kultúraként említi a Szeleta-kultúrát. A kultúra a magyarországi Északi-középhegységhez tartozó Bükk-vidék területén alakult ki. A műveltség legjellemzőbb eszközei a kétoldali megmunkálású hegyek, úgynevezett Bársony-házi „szakócák” – a fiatal fázisban – babérlevél alakú lándzsahegyek. Ezek készítésében a Szeleta-kultúra a középső-paleolitikum idején Közép-Európában élt Micoquien (kiejtése: mikokien) kultúra technológiai hagyományait folytatja. Az alsó-kultúrréteg radiokarbon vizsgálattal megállapított dátuma 41 700 évvel ezelőtti. Gábori Miklós jelzi, hogy az alsó réteg még középső-paleolitikumi is lehet. A jellegzetes babérlevél alakú lándzsahegyeket a felső rétegben találták. A felső réteg radiokarbon dátuma: 32 580 év. A kultúra lelőhelyei a Bükk hegység keleti részén találhatók (a Balla-barlang és a Diósgyőrtapolcai-barlang). A típuslelőhely a Miskolc város határában található Szeleta-barlang.